# To Hebe
《To Hebe》是台灣女子團體S.H.E成員田馥甄的首張個人專輯，於2010年9月3日發行。專輯分為限量預購版與正式發行版，限量預購版附贈《330音樂田 生日會精華DVD》。此專輯以“單版不改版”之姿，成為2010年台灣年度唱片銷量第5名，總銷售量為5萬張。

## 專輯評價
此專輯被HitFm聯播網評選為「2010年度值得推薦十大專輯」和「2010年十大必聽與推薦收藏專輯」，獲得HitFm聯播網DJ群一致推薦。HitFm節目經理表示：「Hebe的專輯將主流與非主流音樂融合，找到了很好的平衡點，並以獨特的田氏唱腔詮釋出不一樣的味道。」
2011年5月，《To Hebe》入圍第22屆金曲獎包括最佳國語專輯、最佳單曲製作人、最佳專輯包裝以及最佳音樂錄影帶獎四項獎項。最後專輯內歌曲〈寂寞寂寞就好〉MV獲得最佳音樂錄影帶獎；〈Love!〉的製作人王治平則獲頒最佳單曲製作人獎。

## 唱片版本
| 類型 | 發行日期     | 附註                |
| ---- | ------------ | ------------------- |
| CD   | 2010年9月3日 |                     |
| LP   | 2018年8月3日 | 180克水晶透明膠唱片 |

## 曲目
| 曲序 | 曲目                                                  |        | 作曲                          | 编曲     | 製作人                        | 备注       | 时长 |
| ---- | ----------------------------------------------------- | ------ | ----------------------------- | -------- | ----------------------------- | ---------- | ---- |
| 1.   | LOVE?                                                 | 黃淑惠 | 黃淑惠                        | 樊哲忠   | 王治平                        | 90秒首播   | 1:28 |
| 2.   | To Hebe                                               | 陳珊妮 | 陳珊妮                        | 徐千秀   | 陳珊妮                        | 第四波主打 | 3:57 |
| 3.   | 離島                                                  | 施人誠 | 林一峰                        | 盧家宏   | 王治平                        |            | 3:36 |
| 4.   | 沒有管理員的公寓                                      | 陳信延 | 袁惟仁                        | Mac Chew | 袁惟仁                        |            | 4:03 |
| 5.   | 我對不起我                                            | 林夕   | 王小愚                        | 李雨寰   | 王治平、馬毓芬                |            | 4:15 |
| 6.   | 我想我不會愛你（I Don't Think I Am In Love With You） | 呂康惟 | 呂康惟                        | JerryC   | 王治平                        | 第五波主打 | 4:41 |
| 7.   | 寂寞寂寞就好（Leave Me Alone）                        | 施人誠 | 楊子樸                        | 鍾興民   | 呂禎晃、郭文宗                | 第二波主打 | 4:35 |
| 8.   | 你太猖狂（Missing You）                               | 林夕   | 陳小霞                        | 王治平   | 王治平                        | 第三波主打 | 4:05 |
| 9.   | 超級瑪麗（Super Mario）                               | 藍小邪 | 梁永泰（Terrytyelee）、王知音 | 盧家宏   | 王治平、梁永泰（Terrytyelee） | 第六波主打 | 4:42 |
| 10.  | 給小孩（林宥嘉合唱）                                  | 施人誠 | John Lee                      | 黃雨勳   | 王治平、馬毓芬                |            | 4:24 |
| 11.  | LOVE!                                                 | 黃淑惠 | 黃淑惠                        | 王治平   | 王治平                        | 首波主打   | 3:17 |

## 預購贈品
330音樂田 生日會精華DVD
- 預購 田馥甄（Hebe）的《To Hebe》專輯（2010年9月3日發行）預購專輯附送的《330音樂田》音樂生日會精華DVD
  - 收錄：

1. Change My Heart Oh God
2. 懷念
3. Save Me From Myself
4. 無言花
5. Not Going Anywhere (Ella 合音)
6. S.H.E 替田馥甄慶生
7. 330想想你 (Ella)
8. 圍巾 (S.H.E)
9. 愛情
10. 那天

## Love!田馥甄To Hebe影音館
2010年10月，舉辦《Love!田馥甄To Hebe音樂會》巡迴，地點包括台北三場，和香港、新加坡、北京及上海各一場。2010年12月3日發行《Love! 田馥甄To Hebe影音館DVD》。
- Love!田馥甄To Hebe音樂會台北場：

1. Opening
2. Love! (搖滾版)
3. Come Together
4. I Kissed A Girl
5. 離島
6. 舞孃
7. To Hebe
8. Trouble
9. You're Beautiful
10. 超級瑪麗
11. Cry Me A River
12. Like A Star
13. 情歌
14. 沒有管理員的公寓
15. Doctor Blind
16. Ha-Ha
17. 哭了
18. 我對不起我
19. 我想我不會愛你
20. 我要去哪裡
21. 寂寞寂寞就好
22. 你太猖狂
23. 葉子
24. Love!
25. Bonus: 我真的受傷了
26. Bonus: I Believe

- To Hebe MV：

1. Love!
2. 寂寞寂寞就好
3. 你太猖狂
4. To Hebe
5. 我想我不會愛你
6. 超級瑪麗

## 音樂錄影帶
| 歌名           | 導演   | 首播日期      |
| -------------- | ------ | ------------- |
| LOVE!          | 比爾賈 | 2010年8月12日 |
| 寂寞寂寞就好   | 徐筠軒 | 2010年8月23日 |
| LOVE?          | bounce | 2010年9月7日  |
| 你太猖狂       | 黃中平 | 2010年9月13日 |
| To Hebe        | 比爾賈 | 2010年10月1日 |
| 我想我不會愛你 | bounce | 2010年11月2日 |
| 超級瑪麗       | bounce | 2010年12月2日 |

## 戲劇歌曲
1. 我想我不會愛你（製作：bounce）【台視、三立《國民英雄》插曲】
2. 寂寞寂寞就好（MV導演：徐筠軒）【衛視中文台《風吹好日子》片頭片尾曲】
3. 你太猖狂（MV導演：黃中平）【衛視中文台《鄰居冤家》片頭片尾曲】
4. LOVE!（MV導演：比爾賈）【民視《新兵日記》插曲】
5. 你太猖狂（MV導演：黃中平）【民視《新兵日記》插曲】19集
6. 你太猖狂（MV導演：黃中平）【台視《國民英雄》插曲】
7. 寂寞寂寞就好（MV導演：徐筠軒）【民視《新兵日記》插曲】25集【華視《我愛幸運七》插曲】
8. 超級瑪莉（MV導演）【民視《新兵日記》插曲】35集
9. 寂寞寂寞就好（MV導演：徐筠軒）【中視《稍息立正我愛你》插曲】

## 第22屆金曲獎
| 年份 | 獎項             | 入圍者                 | 結果 |
| ---- | ---------------- | ---------------------- | ---- |
| 2011 | 最佳专辑包裝奖   | 聶永真《To Hebe》      | 入圍 |
| 2011 | 最佳音樂錄影帶獎 | 徐筠軒〈寂寞寂寞就好〉 | 獲獎 |
| 2011 | 最佳單曲製作人獎 | 王治平〈LOVE!〉        | 獲獎 |
| 2011 | 最佳国语专辑奖   | 《To Hebe》            | 入圍 |

## 音樂會
Love!To Hebe音樂會
- Love!To Hebe音樂會【臺北站】

日期：2010年10月8日至10月10日（三場）
地點：華山創意文化園區「Legacy Taipei傳」音樂展演空間
嘉賓：Selina（10/10場）
註：專輯發行一個月後，舉辦三場小型演唱會，觀眾共計3000餘人，三場音樂會皆滿，創下「Legacy Taipei傳」音樂展演空間創辦以來連唱最多場、觀看人數最多的紀錄。影音收錄於2010年12月3日發行的《Love! 田馥甄To Hebe》影音館及DVD）。
- Love!To Hebe音樂會【香港站】

日期：2010年11月6日
地點：九龍灣國際展貿中心匯星Star Hall
註：特別獻唱詹姆仕·布朗特的《You're Beautiful》時，加上Selina的相片動畫背景，為在接受灼傷治療的Selina祈禱
- Love!To Hebe音樂會【新加坡站】

日期：2011年1月15日（同日兩場）
地點：聖淘沙雲頂世界會議中心
嘉賓：Olivia
註：在新加坡首次開個人音樂會，是首位在該場地開唱的歌手。於同一天加開第二場，演出時間分別為晚上八點和下午兩點
- Love!To Hebe音樂會【上海站】

日期：2011年3月19日
地點：上海國際體操中心
嘉賓：倪安東
- Love!To Hebe音樂會【北京站】

日期：2011年3月26日
地點：北展劇場

## 外部連結
- 華研國際官方網站（页面存档备份，存于）
- .   [2010-09-04]. （原始内容存档于2010-08-31）.
- .   [2010-10-09]. （原始内容存档于2014-02-03）.